# Beaumotte-Aubertans
Beaumotte-Aubertans ist eine Gemeinde im französischen Département Haute-Saône in der Region Bourgogne-Franche-Comté.

## Geographie
Beaumotte-Aubertans liegt auf einer Höhe von 240 m über dem Meeresspiegel, acht Kilometer südwestlich von Montbozon und etwa 22 Kilometer südlich der Stadt Vesoul (Luftlinie). Die Doppelgemeinde erstreckt sich im Süden des Départements am nördlichen Rand der Talebene des Ognon, am Südrand der Waldungen der Grands Bois.
Die Fläche des 13,57 km² großen Gemeindegebiets umfasst einen Abschnitt des mittleren Ognon-Tals. Die südliche Grenze verläuft entlang dem Ognon. Dieser fließt hier mit großen Mäandern durch eine ungefähr ein Kilometer breite Alluvialebene, die durchschnittlich auf 230 m liegt. Von der Ebene erstreckt sich das Gemeindeareal nordwärts über einen Steilhang auf das angrenzende Plateau, das überwiegend mit Acker- und Wiesland bestanden ist und durch das Tal des Dorfbachs von Beaumotte untergliedert wird. Weiter im Norden folgen die von ausgedehnten Wäldern bedeckten Anhöhen der Grands Bois (bis 302 m), des Bois du Grand Bief und des Bois de Bellevaux, in dem mit 328 m die höchste Erhebung von Beaumotte-Aubertans erreicht wird. Diese Hochfläche besteht aus Kalkschichten der oberen Jurazeit. Nördlich der Grands Bois befindet sich das Becken von Aubertans, das von der Quenoche, einem Zufluss der Linotte, durchflossen wird. Ganz im Norden reicht das Gebiet in den Bois Lajus.
Die Doppelgemeinde besteht aus folgenden Ortsteilen:
- Beaumotte-lès-Montbozon (240 m) am Rand der Talebene des Ognon
- Aubertans (260 m) in der Talweitung der Quenoche nördlich der Grands Bois
- Le Magny (262 m) auf dem Plateau am Ostrand des Bois de Bellevaux

Nachbargemeinden von Beaumotte-Aubertans sind Authoison und Villers-Pater im Norden, Loulans-Verchamp und Cenans im Osten, Germondans, Blarians, La Barre und Vandelans im Süden sowie Cirey und Ruhans im Westen.

## Geschichte
Eine Kirche in Beaumotte wird bereits im Jahr 1120 erwähnt. Sie unterstand dem Kloster Saint-Paul in Besançon. Im Mittelalter gehörten Beaumotte und Aubertans zur Freigrafschaft Burgund und darin zum Gebiet des Bailliage d’Amont. Zusammen mit der Franche-Comté gelangten beide Dörfer mit dem Frieden von Nimwegen 1678 definitiv an Frankreich. Im 17. Jahrhundert war Beaumotte weitgehend entvölkert, bevor es von Emigranten aus Savoyen wieder besiedelt wurde. Schon früh ließ sich am Ognon Gewerbe nieder, das von der Wasserkraft abhängig war. Von regionaler Bedeutung war das Schmiedewerk, das Mitte des 19. Jahrhunderts in eine Drahtzieherei umgewandelt wurde. 
Zu einer Gebietsveränderung kam es im Jahr 1807, als das vorher selbständige Magny-les-Cirey (1806: 149 Einwohner) nach Beaumotte eingemeindet wurde. Zur Unterscheidung von Beaumotte-lès-Pin trug die Gemeinde seit dem 19. Jahrhundert den Namen Beaumotte-lès-Montbozon. 1972 fusionierten die Gemeinden Beaumotte-lès-Montbozon und Aubertans (1968: 94 Einwohner) zur neuen Gemeinde Beaumotte-lès-Montbozon-et-Aubertans. Der Gemeindename wurde 1977 in Beaumotte-Aubertans geändert. Seit 2000 ist Beaumotte-Aubertans Mitglied des 21 Ortschaften umfassenden Gemeindeverbandes Communauté de communes du Pays de Montbozon.

## Sehenswürdigkeiten
Die Kirche Ste-Cécile in Beaumotte-lès-Montbozon, die keinen Turm besitzt, wurde im 19. Jahrhundert neu erbaut. Zur reichen Ausstattung gehören ein Altar und eine Kanzel aus dem 18. Jahrhundert sowie bemerkenswerte Statuen der Heiligen Jungfrau und von Johannes aus dem 15. und 16. Jahrhundert. 
Zu den weiteren Sehenswürdigkeiten zählen die Grotte von Beaumotte, das überdachte Fontaine-Lavoir in Beaumotte, sowie in Aubertans die Kirche St-Martin und einige Häuser im charakteristischen Stil der Haute-Saône aus dem 18. Jahrhundert.

## Bevölkerung
| Jahr                       | 1962 | 1968 | 1975 | 1982 | 1990 | 1999 |
| Einwohner                  | 262  | 267  | 248  | 304  | 345  | 383  |
| Quellen: Cassini und INSEE |      |      |      |      |      |      |

Mit 383 Einwohnern (1999) gehört Beaumotte-Aubertans zu den kleinen Gemeinden des Département Haute-Saône. Nachdem die Einwohnerzahl in der ersten Hälfte des 20. Jahrhunderts deutlich abgenommen hatte (1891 wurden noch 496 Personen gezählt), wurde seit Mitte der 1970er Jahre wieder ein kontinuierliches Bevölkerungswachstum verzeichnet.

## Wirtschaft und Infrastruktur
Beaumotte-Aubertans war schon früh eine industriell geprägte Gemeinde. Heute sind in Beaumotte ein elektronisches Unternehmen und ein Betrieb der Blechfabrikation ansässig. Daneben gibt es verschiedene Betriebe des lokalen Kleingewerbes. Dank des großen Gemeindegebietes spielen auch die Landwirtschaft (Ackerbau, Obstbau und Viehzucht) und die Forstwirtschaft eine gewisse Rolle. Viele Erwerbstätige sind jedoch Wegpendler, die in den größeren Ortschaften der Umgebung ihrer Arbeit nachgehen.
Der Ort liegt abseits der größeren Durchgangsachsen an einer Departementsstraße, die von Loulans-Verchamps nach Cirey führt. Weitere Straßenverbindungen bestehen mit Traitiéfontaine, Quenoche, Authoison, Germondans und La Barre.